# بشیربیلی
بشیربیلی (به انگلیسی: Bəşirbəyli) یک روستا در شهرستان سالیان در جمهوری آذربایجان است. این روستا بخشی از روستای پامبیکند است.